# Jonas Zautra
Jonas Zautra (även ryska: Йонас Заутра), född 25 november 1959 i byn Osa i Irkutsk oblast i Ryska SFSR i Sovjetunionen (nu Ryssland), är en sovjetisk-litauisk kanotist.
Zautra tog, bland annat, VM-silver i K-4 500 meter i samband med sprintvärldsmästerskapen i kanotsport 1979 i Duisburg.